# Tom Virtue
Tom Virtue (Sherman (Texas), 19 november 1957) is een Amerikaans acteur en filmeditor.

## Biografie
Virtue is geboren in Texas maar verhuisde naar Chicago waar hij ging studeren aan de Northwestern-universiteit aldaar en haalde zijn diploma. Hij leerde acteren aan de prestigieuze The Second Theater Groep in Chicago. 
Virtue begon in 1982 met acteren, in de film Tex. Hierna heeft hij nog meerdere rollen gespeeld in films en televisieseries zoals The Bonnie Hunt Show (1995-1996), Miracle in Lane 2 (2000), Star Trek: Voyager (1995-2001), Even Stevens (1999-2003), Read It and Weep (2006), Blades of Glory (2007), The Ugly Truth (2009), General Hospital (2011) en The Secret Life of the American Teenager (2008-2011).
Virtue is ook actief als filmeditor, in 2004 heeft hij met de televisieserie CMT Got Me in with the Band en in 2010 met de documentaire My First Sale als editor meegewerkt.
Virtue is in 1999 getrouwd en heeft hieruit vier kinderen.

## Filmografie

### Films
Selectie:
- 2018 Green Book - als Morgan Anderson
- 2016 Live by Night - als dokter
- 2015 The Wedding Ringer - als pastoor op huwelijk
- 2014 A Haunted House 2 - als pastoor Callahan
- 2013 Iron Man 3 - als Thomas Richards
- 2012 Hitchcock - als theatermanager in New York
- 2011 Transformers: Dark of the Moon – als Balck Ops NASA technicus
- 2009 The Ugly Truth – als ballonvaarder
- 2007 Fracture – als minister van justitie Apley
- 2007 Blades of Glory – als toneelmeester
- 2006 Read It and Weep – als Ralph Bartlett
- 2005 Jane Doe: Vanishing Act – als Trevor Martin
- 2000 Joseph: King of Dreams – als Reuben (stem) – animatiefilm
- 2000 Miracle in Lane 2 – als aankondiger

### Televisieseries
Uitgezonderd eenmalige gastrollen.
- 2024 Grotesquerie - als Bill - 3 afl.
- 2023 - 2024 Unprisoned - als pastor Nelson - 2 afl.
- 2017 - 2020 This Is Us - als dr. Grader - 2 afl.
- 2008 – 2013 The Secret Life of the American Teenager – als eerwaarde Stone – 20 afl.
- 2011 General Hospital – als predikant – 3 afl.
- 2010 Gigantic – als directeur – 2 afl.
- 2009 The Young and the Restless – als Henry Aldrige – 2 afl.
- 2007 Drake & Josh – als mr. Roland – 2 afl.
- 2005 The Comeback – als Eddie – 7 afl.
- 2002 – 2003 Life with Bonnie – als dr. Casey – 3 afl.
- 1999 – 2003 Even Stevens – als Steve Stevens – 66 afl.
- 2000 Freaks and Geeks – als mr. Sampson – 2 afl.
- 1999 – 2000 Beverly Hills, 90210 – als Marcus Behr – 2 afl.
- 1995 – 1996 The Bonnie Hunt Show – als Tom Vandoozer – 12 afl.
- 1995 Star Trek: Voyager – als luitenant Walter Baxter – 2 afl.
- 1993 The Building – als Stanley – 5 afl.

### Computerspellen
- 2021 Resident Evil Village - als Grigori
- 2010 Mafia II – als O.P.A. beveiliger
- 2009 Red Faction: Guerrilla – als generaal Bertram Roth

- Bibliothèque nationale de France: cb150956744 (data)
- International Standard Name Identifier: 0000 0000 0214 886X
- Library of Congress Control Number: no2012012625
- MusicBrainz: 85d4a550-fe59-4638-bdaa-f4ec34c977f5
- Virtual International Authority File: 51984204
- WorldCat: E39PBJghmymJRq8hbGqjYttxjC